# گانگستر (مجموعه تلویزیونی)
گانگستر (انگلیسی: Wiseguy) یک مجموعهٔ تلویزیونی جنایی پلیسی که در ۷۵ قسمت مابین سال‌های ۱۹۸۷ تا ۱۹۹۰ از شبکهٔ سی‌بی‌اس پخش شد. تصویربرداری و ساخت این سریال در ونکوور بریتیش کلمبیا صورت پذیرفت. شخصیت اصلی فیلم «وینی ترانووا» (با بازی کن وال) اهل بروکلین، دانش‌آموختهٔ دانشگاه فوردهام و مأمور مخفی اف‌بی‌آی است که در ابتدای سریال، به هجده‌ماهه زندان محکوم می‌شود تا اعتبار «گانگستری» خود را دنیای تبهکاران تثبیت کند و به گروه‌های مافیایی نشان دهد که او واقعاً یک خلافکار است. این زندانی شدن، وی را از خانواده‌اش دور می‌کند و مقررات «اداره جرایم سازمان یافته» به او اجازه نمی‌دهد تا حقیقت ماجرا و دلیل واقعی زندانی شدنش را به خانواده بگوید. تمرکز داستان سریال بر روی سازوکار سری ماندن شخصیت او و عواقب اقدامات قهرمانانه‌اش است. تی‌وی گاید در سال ۱۹۹۷، قسمت «رقص خون» را رتبه ۱۴ از فهرست «۱۰۰ اپیزود برتر از یک سریال تلویزیونی در تمام دوران» قرار داد.
کن وال بابت نقش‌آفرینی در این سریال، در چهل و هفتمین مراسم گلدن گلوب در سال ۱۹۹۰ برندهٔ جایزه گلدن گلوب بهترین بازیگر مرد شد.